# Amber Halliday
Amber Halliday, née le 13 novembre 1979 à Canberra, est une rameuse et coureuse cycliste australienne. Elle a été trois fois championne du monde en aviron poids légers entre 2001 et 2007 et a représenté l'Australie aux Jeux olympiques de 2004 et 2008. Elle commence le cyclisme en 2008. Elle remporte notamment le Tour de Nouvelle-Zélande en 2009 et le championnat d'Australie du contre-la-montre l'année suivante.

## Palmarès en cyclisme
- 2009
  - Tour de Nouvelle-Zélande :
    - Classement général
    - 3e étape

  - Hell of the Marianas
  - 4e du championnat d'Océanie du contre-la-montre
- 2010
  -  Championne d'Australie du contre-la-montre